# George Furbank
Pas d'image ? Cliquez ici

a Compétitions nationales et continentales officielles uniquement.

b Matchs officiels uniquement.
Dernière mise à jour le 1er novembre 2020.
George Furbank, né le 17 octobre 1996 à Huntingdon au Royaume-Uni, est un joueur international anglais de rugby à XV, jouant dans le club des Northampton Saints. Il occupe la position d'arrière.

## Carrière

### En club
Élève à la Kimbolton School, George Furbank y pratique plusieurs sports dont le cricket à un bon niveau.
En 2015, il rejoint l'académie des Northampton Saints, et fait ses débuts professionnels avec les Saints lors d'une rencontre de coupe anglo-galloise le 4 novembre 2017, face à Exeter, lors de laquelle il inscrit son premier essai. Il joue son premier match de Premiership lors de la saison suivante, en octobre 2018 contre Bristol (victoire 51 à 24).

### En équipe nationale
En début d'année 2020, George Furbank est convoqué pour la première fois avec l'équipe d'Angleterre pour disputer le Tournoi des Six Nations. Il est la principale surprise du quinze de départ d'Eddie Jones qui affronte la France lors de la première journée, le 2 février.
Il est ensuite sélectionné pour le Tournoi des Six Nations 2024.

## Palmarès

### En club
- Vainqueur de la Coupe d'Angleterre en 2019 avec les Northampton Saints.
- Vainqueur du Championnat d'Angleterre en 2024 avec les Northampton Saints.
- Finaliste de la Champions Cup en 2025 avec les Northampton Saints.

### En sélection nationale
- Vainqueur du Tournoi des Six Nations en 2020 avec l'équipe d'Angleterre.
- Vainqueur de la Triple Couronne en 2020 avec l'équipe d'Angleterre.